# 戴佩妮
戴佩妮（英語：Penny Tai，1978年4月22日—），馬來西亞創作女歌手、音樂製作人、樂團「佛跳牆」主唱、作家、MV導演。舞蹈工作出身。2000年發行同名專輯《Penny》在台灣出道，至2006年大多以一年一張的速度發行專輯。2006年發行第七張專輯《iPenny》後，約有3年的時間她選擇在網路平台發表數位單曲，以及轉往攝影和拍攝MV的方面發展。出道至今已有12張個人全創作專輯，和3張以佛跳牆樂團名義發行的全創作專輯。
戴佩妮不僅多次提名台灣金曲獎，也是金曲獎獲得獎項類別最多的女歌手。她曾於2006年以歌曲《愛瘋了》獲得第17屆金曲獎最佳作曲人獎，2014年以專輯《純屬意外》榮獲第25屆金曲獎最佳國語女歌手獎，是馬來西亞首位女歌手獲得此獎項；也於同屆金曲獎以幫劉思涵製作的《擁抱你》專輯榮獲最佳專輯製作人獎。2015年其所領軍的佛跳牆樂團憑專輯《給你看》榮獲第26屆金曲獎最佳編曲及最佳樂團獎。
除演藝事業外，戴佩妮熱心公益慈善，於2011年當選马来西亚十大傑出青年。

## 个人背景

### 早期生活
戴佩妮出生於馬來西亞柔佛州昔加末，為當地華僑第三代，但自小就迁居新山古来，父親是南方大學學院校長。戴佩妮從小學四年級開始學習華族舞蹈與現代舞。1992年參與陳清水舞蹈工作坊《窗外有藍天》全國巡回演出。14歲即開始編舞創作，19歲取得舞蹈老师资格，開始業餘舞蹈教學工作。1997年參與《花蹤》全國文學頒獎典禮舞蹈演出。1998年參與《六味》舞蹈演出。1999年參與香港《南群舞子-看似昨日的天》舞蹈演出。

### 学历
戴佩妮畢業於馬來西亞柔佛寬柔二小、新山寬柔中學（高三文商二、宽柔中学1996年舞蹈团主席）及新山南方大学學院中文系。

### 婚姻
2014年11月11日上午，戴佩妮在個人官方臉書及微博上公布喜帖。媒體透露，她與盧信江在臺北完成註冊；12月27日，於臺北松山煙廠舉辦婚宴，以Party形式邀請親朋好友到場參與。

## 音樂事業

### 出道前
1995年，17歲的戴佩妮開始接觸歌曲創作，並積極參與國內外創作比賽。曾獲得海螺韻全國校園創作比賽之優秀獎、全柔歌曲創作比賽全場總冠軍及最佳演繹、新加坡全國詞曲創作比賽冠軍。
在因緣際會之下被台灣名唱片製作人陳子鴻發掘，於1999年赴台灣發展。在製作人陳子鴻及黃怡的合作下，戴佩妮開始錄製首張音樂專輯。

### 2000年代
2000年發表第一首創作單曲《不想》，並由EMI(科藝百代)發行首張專輯《Penny》，以21歲「最年輕創作歌手」之姿進入台灣歌壇。隔年，戴佩妮入围台灣第12屆金曲獎最佳新人獎。
2001年發行第二張專輯《怎樣》，专辑中歌曲《你要的爱》成为熱門電視偶像剧《流星花園》片尾曲。
2004年以第四張專輯《No Penn, No Gain》於第15屆金曲獎首度入圍最佳國語女演唱人獎。
2006年以專輯《愛瘋了》入围第17屆金曲獎四项大奖，最终以同名歌曲《愛瘋了》榮獲最佳作曲人獎。
2007年戴佩妮宣布，由於唱片市場型態的轉換，未來她將以線上發表歌曲為主，2年內不會再推出實體CD。同年和5位男團員組成「D-Power」樂團。
2009年同時以方炯镔《风》及方大同《黑白》兩首歌曲的MV導演身份入围第20届金曲奖最佳音樂錄影帶獎。

### 2010年代
2010年戴佩妮和她在2007年召集的樂團“D-power”一起組成了樂團“佛跳牆”，並於2011年9月發行首張同名專輯《佛跳牆》。隨後在11月戴佩妮也發行個人全創作專輯《回家路上》。
2012年佛跳牆於第23屆金曲獎首次入圍最佳樂團獎。同年戴佩妮以《回家路上》榮獲第3屆金音獎最佳創作歌手獎。
2013年戴佩妮成立個人音樂品牌「妮樂佛 NeverFall」，並於5月發行個人全創作專輯《純屬意外》。2014年戴佩妮憑此專輯於第25屆金曲獎榮獲最佳國語女歌手獎，並同时以首度為中國歌手劉思涵製作的《擁抱你》專輯榮獲最佳專輯製作人獎。同年底，佛跳牆樂團發行第二張專輯《給你看》。
2015年佛跳牆憑第二張專輯《給你看》榮獲第26屆金曲獎最佳樂團獎及最佳編曲人獎兩項大獎。
2016年戴佩妮发行睽違三年的個人全創作專輯《賊》，並於8月13日專輯發行同天在台北小巨蛋舉辦《「賊」世界巡迴演唱會》。
2017年戴佩妮再度操刀製作劉思涵的第二張專輯《不特別得很特別》，並憑此專輯於隔年第29屆金曲獎再次入圍最佳專輯製作人獎。
2019年佛跳牆樂團發行第三張專輯《BJ肆》，是佛跳牆首次採用現場同步錄音的專輯。

### 2020年代
2021年8月，加盟中國bilibili（簡稱“B站”）年度原創音樂綜藝《我的音樂你聽嗎》，在節目中擔任有譜村召集人。9月19日，參加東方衛視代際潮音綜藝節目《中國夢之聲·我們的歌 第三季》。
2022年6月29日，发行睽違6年的個人全新專輯《被動的觀眾》，并于隔年第34届金曲奖入圍最佳華語女歌手獎，也凭專輯歌曲《闹剧》入围最佳作曲人獎。此次为戴佩妮第五度入围金曲獎最佳女歌手、第三度入围最佳作曲人獎。
2023年7月14日，開啟「戴佩妮Penny Tai 隨風所遇Drift World Tour」世界巡演，首站於台北Zepp舉行。
2024年11月11日，推出第12張個人專輯《雙生火焰》，收錄12首重製先前為其他歌手創作的歌曲，再加上1首專輯同名原創新歌，而形成這張概念專輯，并于隔年第36屆金曲獎第六度入围最佳华语女歌手。

## 音樂作品

### 錄音室專輯
| 名稱                 | 發行信息 | 備註              |
| -------------------- | --- | ----------------- |
| Penny                | - 發行日期：2000年2月25日 - 製作公司：喜歡音樂 - 發行公司：科藝百代 - 發行介質：CD, 卡帶, 數位音樂下載                                                               | 台灣8萬/亞洲55萬  |
| 怎樣                 | - 發行日期：2001年1月18日 - 製作公司：喜歡音樂 - 發行公司：科藝百代 - 發行介質：CD, 卡帶, 數位音樂下載                                                               | 台灣15萬/亞洲80萬 |
| Just Sing It         | - 發行日期：2002年4月4日 - 製作公司：喜歡音樂 - 發行公司：科藝百代 - 發行介質：CD, 卡帶, 數位音樂下載                                                                | 台灣15萬/亞洲80萬 |
| No Penn, No Gain     | - 發行日期：2003年3月16日 - 製作公司：喜歡音樂 - 發行公司：科藝百代 - 發行介質：CD, 卡帶, 數位音樂下載                                                               | 台灣10萬/亞洲60萬 |
| 愛瘋了               | - 發行日期：2005年3月13日 - 製作公司：喜歡音樂 - 發行公司：科藝百代 - 發行介質：CD, 卡帶, 數位音樂下載                                                               | 台灣10萬/亞洲70萬 |
| iPenny               | - 發行日期：2006年9月25日 - 製作公司：喜歡音樂 - 發行公司：科藝百代 - 發行介質：CD+DVD, 卡帶, 數位音樂下載                                                           | 台灣8萬/亞洲60萬  |
| 原諒我就是這樣的女生 | - 發行日期：2009年5月16日 - 製作公司：喜歡音樂 - 發行公司：環球音樂 - 發行介質：CD+DVD, 數位音樂下載                                                                 | 台灣5萬/亞洲50萬  |
| 回家路上             | - 發行日期：2011年11月1日 - 唱片公司：種子音樂 - 發行介質：CD, 數位音樂下載                                                                                          | 台灣3萬           |
| 純屬意外             | - 發行日期：2013年5月21日 - 製作公司：薩摩亞商妮樂佛創意有限公司 - 發行公司：索尼音樂娛樂 - 發行介質：CD, 數位音樂下載                                               |                   |
| 賊                   | - 發行日期：2016年8月13日 - 製作公司：薩摩亞商妮樂佛創意有限公司 - 發行公司：種子音樂 - 發行介質：CD, 數位音樂下載                                                   |                   |
| 被動的觀眾           | - 發行日期：2022年6月29日 - 製作公司：薩摩亞商妮樂佛創意有限公司 - 發行公司：地球娛樂 - 發行介質：CD, 數位音樂下載，透明水晶膠唱片（戴佩妮首個以黑膠形式發行的專輯） |                   |
| 雙生火焰             | - 發行日期：2024年11月11日 - 製作公司：薩摩亞商妮樂佛創意有限公司 - 發行公司：群石國際 - 發行介質：數位音樂下載, 黑膠唱片                                            |                   |

### 精選輯
| 名稱               | 發行信息                                                                                              | 備註              |
| ------------------ | --- | ----------------- |
| So Penny 好...佩妮 | - 發行日期：2004年2月6日 - 製作公司：喜歡音樂 - 發行公司：科藝百代 - 發行介質：CD, 卡帶, 數位音樂下載 | 台灣9萬/ 亞洲50萬 |

### 實況影音專輯
| 名稱                     | 發行信息                                                                                | 備註 |
| ------------------------ | --------------------------------------------------------------------------------------- | --- |
| 玩瘋了演唱會             | - 發行日期：2005年8月12日 - 製作公司：喜歡音樂 - 發行公司：科藝百代 - 發行介質：DVD     | 曲目 1. 遊樂園 2. 時間快轉 3. 就是你 4. 愛瘋了 5. 什麼都捨得 6. 防空洞 7. 試探 8. Amen 9. 透氣 10. It's alright 11. 好感覺 12. 日期 13. 雨和太陽 14. 霸道 15. 79 89 99 16. 一九九九 17. 海上花 18. 誰在眨眼睛 19. 家後 20. 愛過 21. 習慣這樣 22. 怎樣 23. 街角的祝福 24. 水中央 25. 保護我 26. 不想 27. 往前飛 28. 你要的愛                               |
| 野薔薇 2009 Live Concert | - 發行日期：2010年9月16日 - 製作公司：喜歡音樂 - 發行公司：環球音樂 - 發行介質：2CD+DVD | 曲目 1. 吹嗶嗶 2. 看見聽見 3. 不想 4. 水中央 5. 兩難 6. 之間 7. 遺憾 8. 怎樣 9. 街角的祝福 10. 單身潛逃＋淡水河邊＋愛過 11. 愛瘋了 12. 你是我的眼 13. 一九九九＋79.89.99 14. 已經很久+我有想法 15. 你要的愛 16. 原諒我就是這樣的女生 17. 明天以後 18. 野薔薇 19. 一個人的行李 20. 路 21. 小小 22. 防空洞 23. 駱駝 24. Its All About Love 25. 佩妮的時光機 |

### 數位單曲
| 名稱            | 發表日期       | 發行公司     |
| --------------- | -------------- | ------------ |
| 吹嗶嗶          | 2007年12月17日 | 喜歡音樂     |
| 一念之間        | 2008年1月2日   | 喜歡音樂     |
| Lafite          | 2008年1月18日  | 喜歡音樂     |
| 我想也沒關係    | 2008年2月4日   | 喜歡音樂     |
| 這就是我        | 2008年3月7日   | 喜歡音樂     |
| 看見聽見        | 2008年4月25日  | 喜歡音樂     |
| Be Somebody     | 2008年5月19日  | 喜歡音樂     |
| 兩難            | 2008年6月10日  | 喜歡音樂     |
| 你要的愛 深夜版 | 2018年7月3日   | 索尼音樂娛樂 |
| 你要的愛 心動版 | 2019年3月14日  | 索尼音樂娛樂 |

### 其他錄製歌曲
- 〈她〉：2006年大馬99愛國原創歌曲
- 〈誤解〉：2020年電視劇《我在北京等你》插曲

#### 合唱
- 〈半生熟〉：2008年4月，與品冠合唱
- 〈我們之間〉：2011年4月，與黃威爾合唱
- 〈LP〉：2011年5月，與廖語晴合唱
- 〈只要我開心〉：2013年10月，與劉思涵合唱
- 〈情敵〉：2014年，與大支合唱

#### 公益作品
- 〈愛 -We Are The World-[[[Wikipedia:格式手册/链接#章節|錨點失效]]]〉：2006年與台灣群星合唱，愛心無國界演藝界大匯演主題曲
- 〈只因為你〉：2006年與大馬群星合唱99愛國原創歌曲
- 〈關懷〉：2006年與大馬群星合唱 南馬水災 賑災歌曲
- 〈震動人心〉：2008年與大馬群星合唱 988震災歌曲
- 〈Olimpik Di Beijing (奧運北京)〉：2008年與大馬群星合唱馬來語版
- 〈過去的明天（改變明天）〉：2009年與群星合唱金曲獎20週年主題歌
- 〈Children Of The World〉：2011年3月與大馬群星合唱日本賑災募款歌曲

#### 和聲
- 2000年6月 劉虹嬅《一人跳舞》專輯〈左耳〉

#### 口白
- 易桀齊第二張創作專輯[一整片天空](2006/12/29]．[滾石])中花的話友情客串

### 個人創作與製作

#### 他人演唱的詞曲作品
| 發表年份 | 發表人         | 歌曲           | 詞 | 曲 | 專輯                | 備註                                                        |
| -------- | -------------- | -------------- | -- | -- | ------------------- | ----------------------------------------------------------- |
| 1998     | 許茹芸         | 透氣           |    |    | 你是最ㄞˋ           | 後重新收錄於戴佩妮2000年專輯《Penny》                       |
| 1999     | 楊千嬅         | Lonely Night   |    |    | 微笑                |                                                             |
| 2000     | 江美琪         | 如影隨形       |    |    | 悄悄話              | 戴佩妮參與和聲錄製                                          |
| 2003     | 李心潔         | 透明玫瑰       |    |    | Man & Woman         | 後重新收錄於戴佩妮2004年專輯《So Penny 好...佩妮》          |
| 2003     | 阿杜           | 無能為力       |    |    | 哈囉                |                                                             |
| 2004     | 梁詠琪         | 假裝           |    |    | 歸屬感              | 戴佩妮參與單曲製作                                          |
| 2006     | 江美琪         | 我的他         |    |    | 愛哭鬼              |                                                             |
| 2006     | 江美琪         | 難相處         |    |    | 愛哭鬼              |                                                             |
| 2006     | 弦子           | 圈套           |    |    | 弦子首張同名專輯    |                                                             |
| 2008     | 品冠、戴佩妮   | 半生熟         |    |    | 那些女孩教我的事    |                                                             |
| 2008     | 梁文音         | 可以不愛了     |    |    | 愛的詩篇            | 後重新收錄於戴佩妮2024年專輯《雙生火焰》                    |
| 2011     | Linda、戴佩妮  | LP             |    |    | 愛。現              | LP為Linda和Penny的名字縮寫                                  |
| 2011     | 蔡黃汝         | 遜掉           |    |    | 情豆花開            |                                                             |
| 2011     | 陳勢安、畢書盡 | 勢在必行       |    |    | 勢在必行            | 後重新收錄於戴佩妮2024年專輯《雙生火焰》                    |
| 2011     | 符瓊音         | 沉默           |    |    | 不搖滾小姐          | 後重新收錄於戴佩妮2024年專輯《雙生火焰》                    |
| 2011     | 符瓊音         | 末路           |    |    | 不搖滾小姐          |                                                             |
| 2013     | 黃美珍         | 無聲抗議       |    |    | 大巴六九            | 後重新收錄於戴佩妮2024年專輯《雙生火焰》                    |
| 2013     | 陳勢安         | 非你不可       |    |    | 非你不可            |                                                             |
| 2013     | 劉思涵         | 僥倖者         |    |    | 擁抱你              | 入圍第25屆金曲獎最佳作曲人獎                                |
| 2013     | 劉思涵         | Stereo         |    |    | 擁抱你              |                                                             |
| 2013     | 劉思涵、曾昱嘉 | 偷偷暗示       |    |    | 擁抱你              |                                                             |
| 2013     | 劉思涵         | 下注           |    |    | 擁抱你              | 後重新收錄於戴佩妮2024年專輯《雙生火焰》                    |
| 2013     | 劉思涵         | 擁抱你         |    |    | 擁抱你              | 後重新收錄於戴佩妮2024年專輯《雙生火焰》                    |
| 2013     | 劉思涵、戴佩妮 | 只要我開心     |    |    | 擁抱你              |                                                             |
| 2013     | 劉思涵         | 眷戀           |    |    | 擁抱你              |                                                             |
| 2014     | 管罄           | 腦子有洞       |    |    | 事後菸              | 戴佩妮參與和聲錄製                                          |
| 2014     | 大支、戴佩妮   | 情敵           |    |    | 不聽                |                                                             |
| 2014     | 鄧養天         | 狼狽           |    |    | 狼狽                | 戴佩妮參與和聲錄製                                          |
| 2014     | 傅又宣         | 再一步         |    |    | 愛．這件事情        | 戴佩妮參與和聲錄製                                          |
| 2014     | 曾沛慈         | 小人物的大願望 |    |    | 我是曾沛慈 I'm Pets |                                                             |
| 2015     | 吳思賢         | 小小星辰       |    |    | 小時代音樂劇        |                                                             |
| 2015     | 賴淞鳳         | 我值得快樂     |    |    | 我值得快樂          |                                                             |
| 2015     | Fuying & Sam   | Over           |    |    | 靠近 Close to ___   | 後重新收錄於戴佩妮2024年專輯《雙生火焰》                    |
| 2017     | 林采欣         | 如我           |    |    | 聲優                |                                                             |
| 2017     | 二珂           | 三角題         |    |    | 帶著音樂去旅行      | 後重新收錄於戴佩妮2024年專輯《雙生火焰》                    |
| 2017     | 吳申梅         | 下午的咖啡廳   |    |    | 咱攏要幸福          |                                                             |
| 2018     | 邱詩凌         | 耐人尋味       |    |    | 一克拉              | 後重新收錄於戴佩妮2024年專輯《雙生火焰》                    |
| 2018     | 簡廷芮         | Look At Me Now |    |    | 大衛女孩            |                                                             |
| 2019     | 郭修彧         | 擋箭牌         |    |    | 盲點                |                                                             |
| 2019     | 劉宇寧         | 十分喜歡       |    |    | 十                  | 後重新收錄於戴佩妮2024年專輯《雙生火焰》                    |
| 2020     | 許光漢         | 別再想見我     |    |    | 許光漢              | 戴佩妮參與單曲製作 後重新收錄於戴佩妮2024年專輯《雙生火焰》 |
| 2021     | 彭佳慧         | 說實話         |    |    | 太難唱了            | 後重新收錄於戴佩妮2024年專輯《雙生火焰》                    |
| 2022     | 余姿昀         | 天花板的星星   |    |    | 不適用              |                                                             |
| 2022     | 傅菁           | 容易受傷的刺猬 |    |    | 我我                | 戴佩妮參與單曲製作                                          |
| 2023     | 晨悠           | 我愛我的失態   |    |    | 去你的平行宇宙      |                                                             |
| 2023     | 吳斌           | 驚喜之王       |    |    | 不適用              | 《戲鯨製造》驚喜工作室推廣曲                                |
| 2023     | 楊乃文、佛跳牆 | 墮落           |    |    | Flow                | 入圍第35屆金曲獎年度歌曲獎                                  |
| 2023     | 林曉培         | 願我           |    |    | 願我                |                                                             |
| 2024     | 戴愛玲         | 更值得的人     |    |    | 不適用              |                                                             |
| 2024     | 張遠           | 局面           |    |    | 不適用              | 戴佩妮參與單曲製作                                          |
| 2025     | 張遠           | 借宿           |    |    | 不適用              | 戴佩妮參與單曲製作                                          |
| 2025     | 希林娜依·高    | 顛倒           |    |    | 不適用              | 戴佩妮參與單曲製作                                          |

#### 專輯製作
- 2013年10月9日劉思涵《擁抱你》專輯
- 2016年12月18日郭修彧 《抽象圖》專輯
- 2017年10月22日劉思涵《不特別得很特別》專輯
- 2019年6月12日郭修彧 《盲點》專輯

#### 其他創作
- 2004年10月17日 娛協獎主題曲“一直相信”(作詞/作曲/合唱)
- 2008年7月10日 與易桀齊共同創作“信仰” 戴佩妮/易桀齊/梁靜茹/品冠合唱(詞:戴佩妮/易桀齊 曲:戴佩妮)

## 其他作品

### 影像作品
- iPenny - 單身潛逃 （页面存档备份，存于）
- 原諒我就是這樣的女生 - 吹嗶嗶 （页面存档备份，存于）
- 原諒我就是這樣的女生 - Lafite （页面存档备份，存于）
- 原諒我就是這樣的女生 - 兩難 （页面存档备份，存于）
- 原諒我就是這樣的女生 - 這就是我 （页面存档备份，存于）
- 原諒我就是這樣的女生 - 原諒我就是這樣的女生 （页面存档备份，存于）
- 回家路上 - 回家路上 （页面存档备份，存于） (與胡世山共同執導)
- 純屬意外 - 純屬意外 （页面存档备份，存于） (與阮經天共同執導)
- 純屬意外 - 你怎麼可以安心的睡著 （页面存档备份，存于） (與吳仲倫共同執導)
- 純屬意外 - 草莓麵包 （页面存档备份，存于） (與吳仲倫共同執導)

- 方炯鑌《好人?!abin》 風 (2008)
- 江蕙《甲你攬牢牢》 甲你攬牢牢 (2008)
- 江蕙《甲你攬牢牢》 電車內面 (2008)
- 方大同《橙月》黑白 (2008)
- 蕭敬騰《王妃》善男信女 (2009)
- 江蕙《當時欲嫁》 單行道 (2010)
- 江蕙《當時欲嫁》 探戈探戈 (2010)
- 廖語晴《愛。現》 LP (2012)
- 小宇《再一次》 過渡期 (2013)
- 小宇《再一次》 這幾天 (2013)
- 鄧養天 狼狽 (2014)

### MV跨刀演出
- 2000年江美琪的「如影隨形」MV
- 2008年品冠的「半生熟」MV
- 2010年陳威全的「再見單身」MV
- 2017年51的「喇ㄉㄧ賽LA DI SAI」MV

### 電視演出
- 2002年《月光森林》飾演大牌明星
- 2022年《南國啟示錄》第一集｜馬來西亞檳城 旁白

### 電影
- 2010年《初戀紅豆冰》 飾 Botak女友
- 2014年《黑斑吻》

### 平面攝影
- 2007年12月 →蔡淳佳「慶幸擁有蔡淳佳」專輯平面攝影
- 2008年3月 →弦子「不愛最大」專輯平面攝影
- 2008年4月 →易桀齊「有你真好」專輯平面攝影
- 2008年5月 →Linda「零打光美女」美妝書平面攝影
- 2009年5月 →為台北紅心字會拍攝《戴佩妮~擁抱愛》攝影集公益明信片套卡
- 2009年10月 →艾莉絲自創品牌秋冬新鞋款形象照
- 2010年3月 → 羅憶詩「動靜」專輯平面攝影
- 2010年5月 →石康鈞EP「另一種溫暖」平面攝影
- 2010年6月 →柯泯薰EP宣傳海報 平面攝影
- 2011年2月 →易桀齊「你好嗎!」專輯平面攝影

### 造型
- 2007年11月 →方炯鑌「好人?!Abin」造型師
- 2008年5月 →易桀齊「有你真好」造型師
- 2010年3月 →羅憶詩「動靜」造型師
- 2018年6月 →郭修彧金曲獎新人獎服裝造型師

### 書籍作品
| 發行日期       | 書籍名稱                                 | 出版公司 |
| -------------- | ---------------------------------------- | -------- |
| 2006年10月23日 | 《Oh my day》 - 寫+畫+拍+想+說…的 戴佩妮 | 商周出版 |

## 演唱會
| 日期           | 國家／地區 | 城市   | 場館                          |
| 玩瘋了         | 玩瘋了     | 玩瘋了 | 玩瘋了                        |
| -------------- | ---------- | ------ | ----------------------------- |
| 2005年5月14日  | 臺灣       | 台北   | 臺灣大學體育館                |
| 我到底是誰     |            |        |                               |
| 2008年5月24日  | 臺灣       | 台北   | 臺北國際會議中心              |
| 2008年12月14日 | 中国大陆   | 上海   | 東方藝術中心音樂廳            |
| 野薔薇         |            |        |                               |
| 2009年11月21日 | 臺灣       | 台北   | 臺北國際會議中心              |
| 2010年1月16日  | 马来西亚   | 文冬   | 雲頂雲星劇場                  |
| 賊             |            |        |                               |
| 2016年8月13日  | 臺灣       | 台北   | 台北小巨蛋                    |
| 2017年4月15日  | 中国大陆   | 北京   | 工人體育館                    |
| 2017年4月22日  | 中国大陆   | 上海   | 上海大舞台                    |
| 2017年8月19日  | 中国大陆   | 廣州   | 廣州體育館                    |
| 2018年8月11日  | 马来西亚   | 吉隆坡 | 亞通體育館                    |
| 隨風所遇       |            |        |                               |
| 2023年7月14日  | 臺灣       | 台北   | Zepp New Taipei               |
| 2023年8月26日  | 中国大陆   | 南京   | 南京太陽宮                    |
| 2023年9月16日  | 中国大陆   | 上海   | 交通銀行前灘31演藝中心·大劇場 |
| 2023年9月17日  | 中国大陆   | 上海   | 交通銀行前灘31演藝中心·大劇場 |
| 2023年9月23日  | 中国大陆   | 天津   | 天津大劇院歌劇廳              |
| 2023年10月15日 | 中国大陆   | 杭州   | 杭州剧院                      |
| 2023年10月21日 | 中国大陆   | 广州   | 中山纪念堂                    |
| 2023年10月28日 | 中国大陆   | 武汉   | 洪山礼堂                      |
| 2023年11月4日  | 中国大陆   | 长沙   | 湖南国际会展中心F厅           |
| 2023年11月11日 | 中国大陆   | 沈阳   | 辽宁中华剧院                  |
| 2023年11月18日 | 中国大陆   | 成都   | 华熙M空间                     |
| 2023年11月25日 | 中国大陆   | 深圳   | 滨海艺术中心                  |
| 2023年12月9日  | 中国大陆   | 北京   | 华熙LIVE·五棵松M空间          |
| 2024年1月26日  | 新加坡     | 新加坡 | 星烁艺术表演中心              |
| 2024年2月3日   | 马来西亚   | 彭亨   | 云顶云星剧场                  |
| 雙生火焰       |            |        |                               |
| 2025年2月22日  | 中国大陆   | 上海   | 东方体育中心                  |
| 2025年3月22日  | 臺灣       | 台北   | 台北小巨蛋                    |

## 獎項

### 金曲獎
| 年份 | 屆次         | 專輯                   | 獎項               | 入圍                   | 結果 |
| ---- | ------------ | ---------------------- | ------------------ | ---------------------- | ---- |
| 2001 | 第12屆金曲獎 | 《PENNY》              | 最佳新人獎         | 《PENNY》              | 提名 |
| 2004 | 第15屆金曲獎 | 《No Penn, No Gain》   | 最佳國語女歌手獎   | 《No Penn, No Gain》   | 提名 |
| 2006 | 第17屆金曲獎 | 《愛瘋了》             | 最佳國語專輯獎     | 《愛瘋了》             | 提名 |
| 2006 | 第17屆金曲獎 | 《愛瘋了》             | 最佳作曲人獎       | 〈愛瘋了〉             | 獲獎 |
| 2006 | 第17屆金曲獎 | 《愛瘋了》             | 最佳專輯製作人獎   | 戴佩妮、黃怡《愛瘋了》 | 提名 |
| 2006 | 第17屆金曲獎 | 《愛瘋了》             | 最佳國語女歌手獎   | 《愛瘋了》             | 提名 |
| 2007 | 第18屆金曲獎 | 《ipenny》             | 最佳國語女歌手獎   | 《ipenny》             | 提名 |
| 2009 | 第20屆金曲獎 | 《好人？！》           | 最佳音樂錄影帶獎   | 〈風〉                 | 提名 |
| 2009 | 第20屆金曲獎 | 《橙月》               | 最佳音樂錄影帶獎   | 〈黑白〉               | 提名 |
| 2012 | 第23屆金曲獎 | 《buddha jump 佛跳牆》 | 最佳樂團獎         | 《buddha jump 佛跳牆》 | 提名 |
| 2014 | 第25屆金曲獎 | 《擁抱你》             | 最佳作曲人獎       | 〈僥倖者〉             | 提名 |
| 2014 | 第25屆金曲獎 | 《擁抱你》             | 最佳專輯製作人獎   | 《擁抱你》             | 獲獎 |
| 2014 | 第25屆金曲獎 | 《純屬意外》           | 最佳國語女歌手獎   | 《純屬意外》           | 獲獎 |
| 2015 | 第26屆金曲獎 | 《給你看》             | 最佳編曲人獎       | 〈給你看〉             | 獲獎 |
| 2015 | 第26屆金曲獎 | 《給你看》             | 最佳樂團獎         | 《給你看》             | 獲獎 |
| 2017 | 第28屆金曲獎 | 《賊》                 | 最佳演唱錄音專輯獎 | 《賊》                 | 提名 |
| 2018 | 第29屆金曲獎 | 《不特别得很特别》     | 最佳專輯製作人獎   | 《不特别得很特别》     | 提名 |
| 2020 | 第31屆金曲獎 | 《BJ肆》               | 最佳演唱錄音專輯獎 | 《BJ肆》               | 提名 |
| 2020 | 第31屆金曲獎 | 《BJ肆》               | 最佳装帧设计奖     | 《BJ肆》               | 提名 |
| 2023 | 第34屆金曲獎 | 《被動的觀眾》         | 最佳華語女歌手獎   | 《被動的觀眾》         | 提名 |
| 2023 | 第34屆金曲獎 | 《被動的觀眾》         | 最佳作曲人獎       | 〈鬧劇〉               | 提名 |
| 2024 | 第35屆金曲獎 | 《Flow》               | 年度歌曲獎         | 〈堕落 feat 杨乃文〉   | 提名 |
| 2025 | 第36屆金曲獎 | 《雙生火焰》           | 最佳華語女歌手獎   | 《雙生火焰》           | 提名 |

| 年份 | 頒獎典禮               | 獎項                           | 获獎作品             |
| ---- | ---------------------- | ------------------------------ | -------------------- |
| 2000 | 新加坡金曲獎           | 最佳新人獎                     | 《PENNY》            |
| 2000 | 馬來西亞金曲獎         | 最佳新人獎                     | 《PENNY》            |
| 2000 | 馬來西亞唱片公會獎     | 最佳演繹女歌手                 | 《PENNY》            |
| 2000 | 馬來西亞十大歌星獎     | 最佳專輯                       | 《PENNY》            |
| 2000 | 馬來西亞十大歌星獎     | 最佳新人                       | 《PENNY》            |
| 2000 | 馬來西亞十大歌星獎     | 十大歌手獎                     | 《PENNY》            |
| 2000 | 馬來西亞十大歌星獎     | 最佳年度金曲                   | 不想《PENNY》        |
| 2000 | 馬來西亞第二屆中文AIM  | 最佳新人                       | 《PENNY》            |
| 2000 | 馬來西亞第二屆中文AIM  | 最佳演繹女歌手                 | 《PENNY》            |
| 2000 | 馬來西亞第二屆中文AIM  | 最佳專輯獎                     | 《PENNY》            |
| 2002 | 馬來西亞紅人金曲獎     | 大馬最受歡迎女歌手             | 《怎樣》             |
| 2002 | 馬來西亞紅人金曲獎     | 最佳女創作歌手                 | 《怎樣》             |
| 2002 | 馬來西亞娛協獎         | 最佳專輯                       | 《怎樣》             |
| 2002 | 馬來西亞娛協獎         | 最佳女歌手                     | 《怎樣》             |
| 2002 | 馬來西亞娛協獎         | 最佳詞曲                       | 《怎樣》             |
| 2002 | 馬來西亞娛協獎         | 最佳創作歌手                   | 《怎樣》             |
| 2002 | 馬來西亞娛協獎         | 最佳歌曲獎                     | 《怎樣》             |
| 2002 | 錢櫃點唱榜             | 冠軍                           | 街角的祝福           |
| 2003 | 中華音樂人交流協會     | 2002 年十大優良專輯獎          | 《Just Sing It》     |
| 2003 | 華語流行樂傳媒大獎     | 最佳女藝人                     | 戴佩妮               |
| 2003 | 華語流行樂傳媒大獎     | 十佳專輯                       | 《No Penn, No Gain》 |
| 2003 | 馬來西亞十大歌星       | 十大歌星                       | 戴佩妮               |
| 2003 | 馬來西亞十大歌星       | 最佳作曲獎                     | 時間快轉             |
| 2003 | 馬來西亞十大歌星       | 最佳作詞獎                     | 1999                 |
| 2003 | 馬來西亞十大歌星       | 現場最受矚目獎                 | 戴佩妮               |
| 2003 | 馬來西亞第三屆金曲紅人 | 最佳女創作歌手                 | 戴佩妮               |
| 2003 | 馬來西亞第三屆金曲紅人 | 大馬傑出歌手表現獎             | 戴佩妮               |
| 2003 | 馬來西亞第三屆金曲紅人 | 年度十大紅人金曲獎             | 水中央               |
| 2003 | 馬來西亞十大最佳專輯   | 馬來西亞十大最佳專輯           | 《No Penn, No Gain》 |
| 2003 | 新加坡金曲獎           | 新加坡最佳唱片製作             | 《No Penn, No Gain》 |
| 2003 | 新加坡金曲獎           | 新加坡最佳演繹女歌手           | 《No Penn, No Gain》 |
| 2004 | 中華音樂人交流協會     | 十大優良專輯獎                 | 《No Penn, No Gain》 |
| 2004 | 全球華語歌曲排行榜     | 馬來西亞最佳藝人獎             | 戴佩妮               |
| 2004 | 全球華語歌曲排行榜     | 最佳作詞獎                     | 防...空洞            |
| 2004 | 馬來西亞娛協獎         | 最佳作詞獎                     | 防...空洞            |
| 2004 | 馬來西亞娛協獎         | 本地組最佳原創金曲             | 防...空洞            |
| 2004 | 馬來西亞娛協獎         | 最高唱率原唱歌曲獎             | 防...空洞            |
| 2004 | 馬來西亞娛協獎         | 傳媒推薦大獎                   | So Penny             |
| 2004 | 馬來西亞娛協獎         | 最佳演繹獎                     | So Penny             |
| 2005 | 大馬紀錄大全           | 擁有最多個人創作之華裔女藝人   | 戴佩妮               |
| 2005 | 全球華語歌曲排行榜     | 最受歡迎創作歌手獎（大馬地區） | 戴佩妮               |
| 2005 | 馬來西亞               | 十大傑出青年                   | 戴佩妮               |
| 2005 | 馬來西亞十大歌星       | 十大歌星                       | 戴佩妮               |
| 2005 | 馬來西亞十大歌星       | 最佳演繹獎                     | 戴佩妮               |
| 2005 | 馬來西亞十大歌星       | SMS 最受歡迎金曲               | 戴佩妮               |
| 2005 | 馬來西亞十大歌星       | 網上最受歡迎歌手獎             | 戴佩妮               |
| 2005 | 馬來西亞金藝獎         | 最受歡迎金藝創作歌手獎         | 戴佩妮               |
| 2005 | 馬來西亞金藝獎         | 最受歡迎馬來西亞區域金藝歌手   | 戴佩妮               |
| 2005 | 馬來西亞金藝獎         | 金藝金曲                       | 愛瘋了               |
| 2005 | 馬來西亞金藝獎         | 金藝金曲                       | 防...空洞            |
| 2006 | 新加坡金曲獎           | 最佳演繹女歌手                 | 戴佩妮               |
| 2006 | 新加坡金曲獎           | 亞太最受推崇女歌手獎           | 戴佩妮               |
| 2006 | 中華音樂人交流協會     | 十大優良專輯獎                 | 愛瘋了               |
| 2006 | 馬來西亞娛協獎         | 最佳流行音樂專輯               | 愛瘋了               |
| 2006 | 馬來西亞娛協獎         | 最佳編曲獎                     | 往前飛               |
| 2006 | 馬來西亞娛協獎         | 本地組最佳原創金曲             | 愛瘋了、Amen         |
| 2006 | 馬來西亞娛協獎         | 最佳演繹獎                     | Amen                 |
| 2007 | 中華音樂人協會         | 最佳十大專輯獎                 | iPenny               |
| 2007 | 中華音樂人協會         | 最佳十大單曲獎                 | 一個人的行李         |
| 2007 | 東南勁爆音樂榜         | 勁爆最佳唱作女歌手             | 戴佩妮               |
| 2009 | 馬來西亞娛協獎         | 傳媒推薦大獎                   | 戴佩妮               |
| 2009 | 馬來西亞娛協獎         | 現場最受矚目歌手大獎           | 戴佩妮               |
| 2009 | 馬來西亞娛協獎         | 最佳流行音樂專輯獎             | 原諒我就是這樣的女生 |
| 2009 | 馬來西亞娛協獎         | 十大原創歌曲獎（本地組         | 原諒我就是這樣的女生 |
| 2009 | 馬來西亞娛協獎         | 看見聽見                       |                      |
| 2009 | 馬來西亞娛協獎         | 最佳製作獎                     |                      |
| 2009 | 馬來西亞娛協獎         | 最佳編曲獎                     | 吹嗶嗶               |
| 2009 | 馬來西亞娛協獎         | 最佳音樂錄影帶獎               | 兩難                 |
| 2012 | 全球華語榜中榜         | 最佳音樂錄影帶                 | 回家路上             |
| 2012 | 金音創作獎             | 最佳創作歌手                   | 回家路上             |
| 2013 | 新加坡金曲獎           | 最佳專輯獎                     | 純屬意外             |
| 2013 | 新加坡金曲獎           | 區域傑出歌手獎（馬來西亞）     | 戴佩妮               |
| 2013 | 全球華語歌曲排行榜     | 最佳女歌手                     | 戴佩妮               |
| 2014 | HITO流行音樂獎         | Hito創作女歌手                 | 戴佩妮               |
| 2023 | 騰訊音樂榜             | 2023年度女性                   |                      |
| 2023 | HITO流行音樂獎         | Hito製作人                     | 被動的觀眾           |
| 2023 | 第24屆華語榜中榜       | 最佳女歌手                     |                      |
| 2023 | 2023年浪潮音樂大賞     | 最佳專輯製作                   | 被動的觀眾           |
| 2025 | HITO流行音樂獎         | Hito創作歌手                   | 雙生火焰             |

## 網站鏈結
- 戴佩妮的新浪微博
- 戴佩妮 網易微博
- 戴佩妮 官方部落格 （页面存档备份，存于）
- 戴佩妮 PennyTai的Facebook專頁
- YouTube上的戴佩妮 Penny Tai Official頻道
- 戴佩妮的網易雲音樂主頁 （页面存档备份，存于）
- 最愛是妮→戴佩妮台灣區後援會 （页面存档备份，存于）
- 最愛是妮 Facebook Page （页面存档备份，存于）
- 戴佩妮的Instagram帳戶